# القصيص

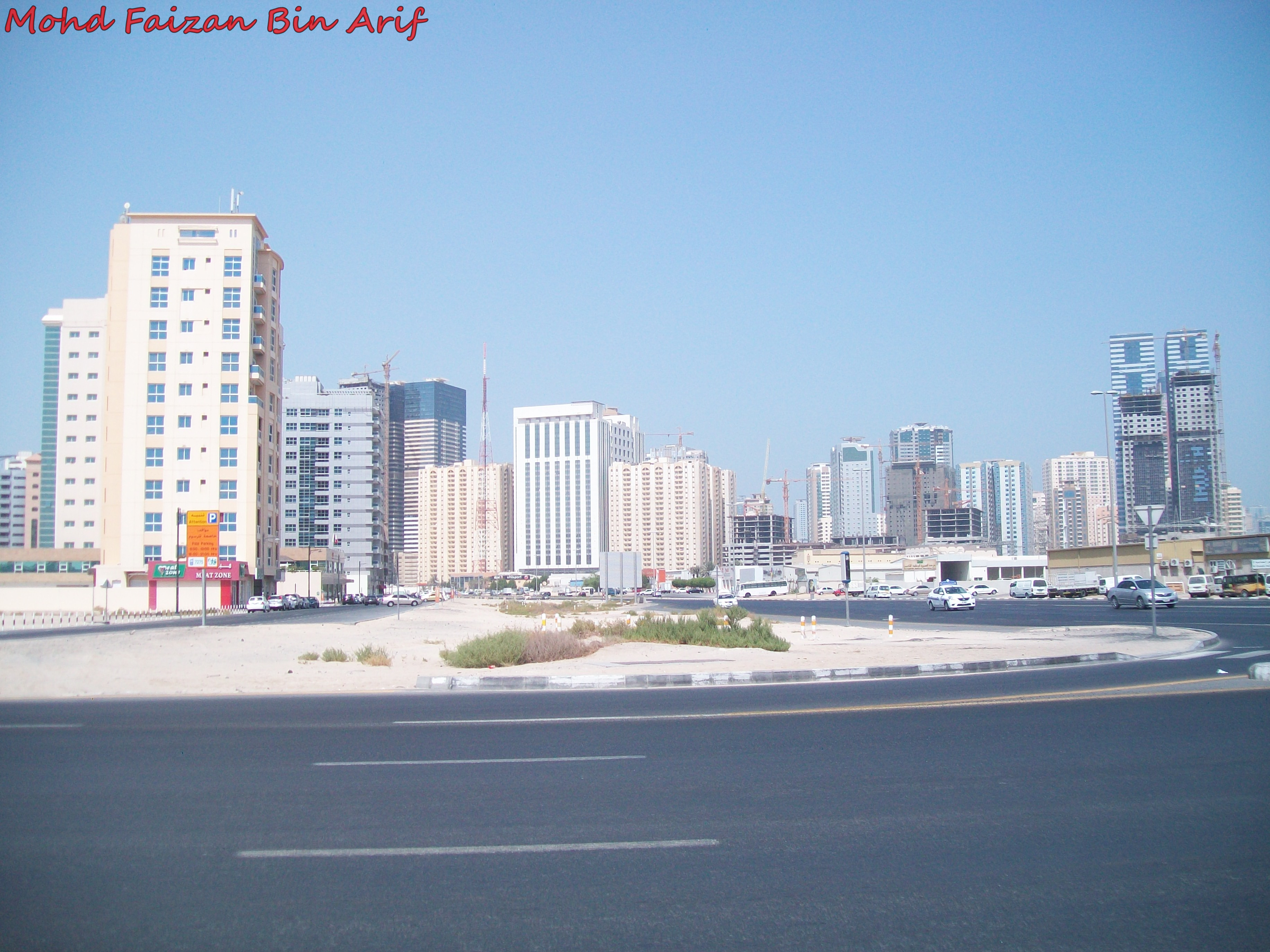
(منطقة القصيص الصناعية)

القصيص هو حي يقع في إمارة دبي في الإمارات العربية المتحدة. تقع في منطقة ديرة شرق دبي وتشكل جزءاً من حدود دبي الشرقية مع إمارة الشارقة. تقع القصيص على حدود مناطق هور العنز والنهدة والطوار والمحيصنة، كما تقع بالقرب من مطار دبي الدولي وميناء سعيد وتعتبر من أقدم المناطق في دبي والتي تتمتع بغناها الثقافي والتاريخي، وتنقسم إلى مناطق سكنية (القصيص) وصناعية (منطقة القصيص الصناعية) التي تمتد على الحدود بين دبي والشارقة. في 9 يونيو 2023، تم تغيير اسم القصيص الثالثة إلى الطوار الرابعة. وتضم منطقة القصيص عدة محطات مترو على الخط الأخضر، وتتوافر فيها جميع الخدمات والمرافق الحيوية من مستشفيات، ومدارس، وفنادق، ومراكز تسوق. كما تحتوي على مجموعة من الحدائق التي من بينها حديقة بحيرة القصيص التي تمتد على طول شارع بغداد وتحتوي على بحيرة كبيرة ومضمار جري وملاعب مختلفة. وسميت المنطقة بهذا الاسم نسبة إلى نبات شجيري معمر يسمى القصيص.